# Neocheiropteris waltonii
Neocheiropteris waltonii là một loài thực vật có mạch trong họ Polypodiaceae. Loài này được Ching miêu tả khoa học đầu tiên năm 1933.